# 日比野達郎
日比野 達郎（ひびの たつろう、1957年9月25日 - ）は、日本の元AV男優。愛称は「ひびやん」。

## 人物・来歴
- 静岡県熱海市出身。
- 1980年代のアダルトビデオ創成期から活躍するベテランAV男優[1][2]。
- 元祖癒し系AV男優。
- 1992年、愛玩動物飼養管理士という資格を取得した。
- 現在は、ビデオ編集スタジオ「スタジオ どが」を経営する実業家でもある[3]。

ビニ本時代からの最古参で、1993年時点で1000本近くの出演があったとされ、分け隔てなく接する人柄の良さも業界内で評判で、加藤鷹、橘直樹の2人とともに当時のAV男優御三家だった。

## 出演番組
ネット配信
- 男優と男優　日比野達郎  （GIRL'S CH、前編：2014年11月19日公開、後編：2014年11月26日公開）

## 出演映画
- 人妻35才 不倫の悦び[5]（1997年10月10日、エクセス・フィルム）
- 愛染恭子 Gの快感[6]（2000年6月16日、エクセス・フィルム）
- 女子大生 Mの肖像 調教への軌跡[7]（2001年）
- 朝吹ケイトのイャーン馬姦 馬を飼う人妻[8]（2001年）
- セックスの向こう側 AV男優という生き方[9]（2013年2月23日、マクザム）

## 著書
- ぼくの仕事はセックスです―AV女優4000人との挿入日記（2004年2月1日、双葉社）